# Élections législatives de 1978 dans le Doubs
Les élections législatives françaises de 1978 se déroulent les 12 et 19 mars 1978. Dans le département du Doubs, trois députés sont à élire dans le cadre de trois circonscriptions.

## Élus
| Circonscription | Député sortant                              | Parti | Parti | Député élu ou réélu                   | Parti | Parti |
| --------------- | ------------------------------------------- | ----- | ----- | ------------------------------------- | ----- | ----- |
| 1re             | Georges Bolard suppléant de Jacques Weinman |       | RPR   | Raymond Tourrain                      |       | RPR   |
| 2e              | Marcel Domon suppléant d'André Boulloche    |       | PS    | Guy Bêche suppléant d'André Boulloche |       | PS    |
| 3e              | Edgar Faure                                 |       | RPR   | Edgar Faure                           |       | RPR   |

## Résultats

### Résultats à l'échelle du département
| Parti          | Parti                              | Premier tour | Premier tour | Second tour | Second tour | Sièges |
| Parti          | Parti                              | Voix         | %            | Voix        | %           | Sièges |
| -------------- | ---------------------------------- | ------------ | ------------ | ----------- | ----------- | ------ |
|                | Rassemblement pour la République   | 79 466       | 34,22        | 82 574      | 45,02       | 2      |
|                | Union pour la démocratie française | 31 026       | 13,36        | Retrait     | Retrait     | 0      |
|                | Divers droite                      | 944          | 0,41         |             |             | 0      |
|                | Majorité présidentielle            | 111 436      | 47,98        | 82 574      | 45,02       | 2      |
|                |                                    |              |              |             |             |        |
|                | Parti socialiste                   | 68 016       | 29,29        | 100 862     | 54,98       | 1      |
|                | Parti communiste français          | 35 051       | 15,09        | Retrait     | Retrait     | 0      |
|                | Mouvement des radicaux de gauche   | 2 369        | 1,02         |             |             | 0      |
|                | Union de la gauche                 | 105 436      | 45,40        | 100 862     | 54,98       | 1      |
|                |                                    |              |              |             |             |        |
|                | Extrême gauche                     | 6 770        | 2,91         |             |             | 0      |
|                | Parti socialiste unifié            | 6 610        | 2,85         | 0           |             |        |
|                | Mouvement des démocrates           | 1 713        | 0,74         | 0           |             |        |
|                | Extrême droite                     | 288          | 0,12         | 0           |             |        |
|                |                                    |              |              |             |             |        |
| Inscrits       | Inscrits                           | 281 949      | 100,00       | 216 531     | 100,00      | 3      |
| Abstentions    | Abstentions                        | 44 780       | 15,88        | 30 043      | 13,87       |        |
| Votants        | Votants                            | 237 169      | 84,12        | 186 488     | 86,13       |        |
| Blancs et nuls | Blancs et nuls                     | 4 916        | 2,07         | 3 052       | 1,64        |        |
| Exprimés       | Exprimés                           | 232 253      | 97,93        | 183 436     | 98,36       |        |

### Résultats par circonscription

#### Première circonscription (Besançon)
| Candidat       | Candidat             | Parti          | Premier tour | Premier tour | Second tour | Second tour |  |
| Candidat       | Candidat             | Parti          | Voix         | %            | Voix        | %           |  |
| -------------- | -------------------- | -------------- | ------------ | ------------ | ----------- | ----------- |  |
|                | Joseph Pinard        | PS             | 27 000       | 30,6         | 45 356      | 49,34       |  |
|                | Raymond Tourrain élu | RPR            | 24 305       | 27,55        | 46 564      | 50,66       |  |
|                | Michel Bittard       | UDF (PR)       | 19 304       | 21,88        | Retrait     | Retrait     |  |
|                | André Vagneron       | PCF            | 11 174       | 12,66        |             |             |  |
|                | Charles Piaget       | PSU (FA)       | 2 696        | 3,06         |             |             |  |
|                | Martine Bultot       | LCR            | 1 183        | 1,34         |             |             |  |
|                | Marie-France Roche   | LO             | 1 129        | 1,28         |             |             |  |
|                | Luc-Marie Jungo      | PSD            | 944          | 1,07         |             |             |  |
|                | Michel Didier        | FN             | 288          | 0,33         |             |             |  |
|                | Jacques Roy          | UOPDP          | 207          | 0,23         |             |             |  |
|                |                      |                |              |              |             |             |  |
| Inscrits       | Inscrits             | Inscrits       | 108 238      | 100,00       | 108 198     | 100,00      |  |
| Abstentions    | Abstentions          | Abstentions    | 18 245       | 16,86        | 14 736      | 13,62       |  |
| Votants        | Votants              | Votants        | 89 993       | 83,14        | 93 462      | 86,38       |  |
| Blancs et nuls | Blancs et nuls       | Blancs et nuls | 1 763        | 1,96         | 1 542       | 1,65        |  |
| Exprimés       | Exprimés             | Exprimés       | 88 230       | 98,04        | 91 920      | 98,35       |  |

#### Deuxième circonscription (Montbéliard)
| Candidat       | Candidat                      | Parti          | Premier tour | Premier tour | Second tour | Second tour |  |
| Candidat       | Candidat                      | Parti          | Voix         | %            | Voix        | %           |  |
| -------------- | ----------------------------- | -------------- | ------------ | ------------ | ----------- | ----------- |  |
|                | André Boulloche sortant réélu | PS             | 29 614       | 33,13        | 55 506      | 60,65       |  |
|                | Gérard Kuster                 | RPR            | 21 066       | 23,57        | 36 010      | 39,35       |  |
|                | Serge Paganelli               | PCF            | 19 191       | 21,47        | Retrait     | Retrait     |  |
|                | Alain Barrière                | UDF (PR)       | 11 722       | 13,11        |             |             |  |
|                | Georges Minazzi               | PSU (FA)       | 3 914        | 4,38         |             |             |  |
|                | Christian Driano              | LO             | 1 322        | 1,48         |             |             |  |
|                | Daniel Méthot                 | MDD            | 1 713        | 1,92         |             |             |  |
|                | Marie-Odile Marchandeau       | LCR            | 585          | 0,65         |             |             |  |
|                | Serge Quéron                  | UOPDP          | 259          | 0,29         |             |             |  |
|                |                               |                |              |              |             |             |  |
| Inscrits       | Inscrits                      | Inscrits       | 108 345      | 100,00       | 108 333     | 100,00      |  |
| Abstentions    | Abstentions                   | Abstentions    | 17 318       | 15,98        | 15 307      | 14,13       |  |
| Votants        | Votants                       | Votants        | 91 027       | 84,02        | 93 026      | 85,87       |  |
| Blancs et nuls | Blancs et nuls                | Blancs et nuls | 1 641        | 1,8          | 1 510       | 1,62        |  |
| Exprimés       | Exprimés                      | Exprimés       | 89 386       | 98,2         | 91 516      | 98,38       |  |

André Boulloche meurt le 16 mars 1978, durant l'entre-deux-tours. Son suppléant, Guy Bêche, technicien, maire adjoint de Montbéliard le remplace du 3 avril 1978 au 22 mai 1981.

#### Troisième circonscription (Pontarlier)
|                | Edgar Faure sortant réélu | app. RPR       | 34 095 | 62,4   |  |  |  |
|                | Joseph Parrenin           | PS             | 11 402 | 20,87  |  |  |  |
|                | Jean-Michel Jussiaux      | PCF            | 4 686  | 8,58   |  |  |  |
|                | Roger Tochot              | MRG            | 2 369  | 4,34   |  |  |  |
|                | Jean-Pierre Poissenot     | LO             | 2 085  | 3,82   |  |  |  |
|                |                           |                |        |        |  |  |  |
| Inscrits       | Inscrits                  | Inscrits       | 65 366 | 100,00 |  |  |  |
| Abstentions    | Abstentions               | Abstentions    | 9 217  | 14,1   |  |  |  |
| Votants        | Votants                   | Votants        | 56 149 | 85,9   |  |  |  |
| Blancs et nuls | Blancs et nuls            | Blancs et nuls | 1 512  | 2,69   |  |  |  |
| Exprimés       | Exprimés                  | Exprimés       | 54 637 | 97,31  |  |  |  |